# Saison 1 du Disney Club
Chronologie
Saison 2
Voici le détail de la première saison de l'émission Disney Club diffusée sur TF1 du 7 janvier au 26 août 1990. Du fait qu'il s'agisse de la toute première saison de l'émission, elle est classée dans la période de l'Âge de début. Cette saison avait pour caractéristique de poser les bases de l'émission et des évolutions apparurent dès la saison suivante. Par exemple la présence des enfants sur le plateau lors de cette saison était inférieure à celle des saisons suivantes : il y avait alors une cinquantaine d'enfants sur le plateau, principalement concentrés dans les gradins. Ainsi les animateurs était seuls ou presque (lors de l'émission du 25 mars 1990, Julie a assuré la rubrique avec un seul enfant) lors du lancement des dessins-animés depuis l'esplanade (par exemple lors du lancement de l'épisode de la Bande à Picsou du 25 mars 1990 par Philippe et Nicolas), où lors des rubriques cuisine et bricolage. De même les moments de divulgation des indices se faisaient la plupart du temps avec uniquement les animateurs. Cette caractéristique est à mettre en parallèle avec le fait qu'il s'agisse d'une des premières introductions d'un public d'enfants sur le plateau même d'une émission de télévision : en effet les émissions précédentes produites par Disney (comme Le Disney Channel ou le Disney Parade) n'avaient pas d'enfants sur le plateau. De plus lors de certaines diffusions, l'émission fit la promotion de films comme Chérie, j'ai rétréci les gosses (émission du dimanche 11 février 1990).

## Animateurs et Fiche technique

### Les Animateurs
Les noms en rouge sont ceux du Trio infernal, les trois animateurs d'origine.
- Julie
- Philippe
- Nicolas

Lors de la première émission, il s'agissait pour chacun des trois animateurs de leur toute première émission de télévision. Contrairement aux autres émissions de l'époque, le plateau était immense. Du fait de cette caractéristique, les trois animateurs étaient par moments obligés de parler très fort, voire de crier, pour que leur texte soit enregistré : cette situation se rencontrait principalement lors de prises de vues sur les gradins.

## Reportages, rubriques et invités

### Les reportages
Les reportages étaient tournés, en général, plusieurs semaines avant la diffusion de l'émission. Ainsi le tournage sur le spectacle d'Indiana Jones diffusé dans l'émission du dimanche 7 janvier 1990, fut réalisé lors de la seconde partie du mois de décembre 1989. Lors de cette première saison de l'émission, deux reportages et une interview (ou la prestation) d'un invité sur le plateau étaient diffusés dans l'émission. Le tableau suivant donne la liste non exhaustive des reportages et des invités:
| Date                      | Reportage no 1 | Reportage no 2                                                                                          | Invité(s) |
| ------------------------- | --- | --- | --- |
| dimanche 7 janvier 1990,  | Julie et Nicolas à bord du TGV | Julie et Nicolas au spectacle Indiana Jones à Disney World                                              | Antonin, un passionné des crocodiles                                                                           |
| dimanche 14 janvier 1990  | La fabrication des petites voitures à La Cité des sciences | La parade de Main Street USA de Disney World                                                            | Alexandre, un passionné des fennecs                                                                            |
| dimanche 21 janvier 1990  | Julie, Philippe et Nicolas rencontre le robot Gyro à Epcot | Philippe et Nicolas rencontrent les élèves adeptes du trampoline du lycée Albert-Camus de Bois-Colombes | Mathilde, une contorsioniste                                                                                   |
| dimanche 28 janvier 1990  | Nicolas explore la jungle à Disney World | Nicolas découvre le Football américain                                                                  | Song, un magicien et Vanessa une passionnée des chèvres                                                        |
| dimanche 4 février 1990   | Julie, Philippe et Nicolas visitent Catastrophe Canyon | Philippe rencontre les pompiers des aéroports de Paris                                                  | Deux jeunes danseurs champions du monde en 1989                                                                |
| dimanche 11 février 1990  | Julie, Philippe et Nicolas se promènent en tramway à cheval sur Main Street                                                                                                 | Nicolas découvre le Tumbling                                                                            | Stéphane, champion de Skateboard                                                                               |
| dimanche 18 février 1990  | Philippe et Nicolas découvrent Harbor Attack et Water Effect Tank | Julie et Nicolas découvre un restaurant japonais                                                        | René Metge explique le raid Harricana et Karim et Fabrice font une démonstration de Kendo                      |
| dimanche 25 février 1990  | Partant d'Ecpcot Center Julie, Philippe et Nicolas font le tour du monde en 3 minutes à Disney World                                                                        | Le recyclage des bouteilles de verre usagers                                                            | Olivier fait une démonstration de jonglage avec un ballon de footballeur                                       |
| dimanche 4 mars 1990      | Julie,Philippe et Nicolas découvrent le Surf Pool, Julie teste le toboggan de Humunga Kowabunga avant que les trois ne descendent en bouées Castaway Creek à Typhoon Lagoon | Julie et Philippe visite le salon professionnel du jouet                                                | Deux acrosportifs : Antoine (13 ans),vice-champion de France 1989, et Céline(8 ans), championne de France 1989 |
| dimanche 11 mars 1990,    | Julie, Philippe et Nicole présentent le Mickey Mouse Club | Julie à école du balai de l'Opéra de Paris                                                              | Mathieu et Marie, deux jeunes danseurs de claquette et Colomba une passionnée des serpents                     |
| dimanche 18 mars 1990,    | Julie, Philippe et Nicolas visitent Discovery Island | Philippe découvre les voitures radiocommandées au salon du jouet                                        | Stéphane, un jongleur                                                                                          |
| dimanche 25 mars 1990     | L'inventorium de la Cité des Sciences et l'Industrie de La Villette | | |
| dimanche 1er avril 1990,  | Nicolas et Dingo jouent au golf à Disney World | Une descente de ski aux flambeaux                                                                       | Emmanuel et Patricia, passionné de karaté                                                                      |
| dimanche 8 avril 1990,    | Le musée Space Kennedy Center en Floride | Le skidoo                                                                                               | Karine, éleveuse de West Highland white terrier                                                                |
| dimanche 15 avril 1990,   | L'aéroport Roissy-Charles de Gaulle | Les Mickey Club Mouse                                                                                   | Kevin, un magicien                                                                                             |
| dimanche 22 avril 1990,   | Philippe découvre Captain Eo à Epcot Center | Nicolas un opéra sur glace à Mont-Genève                                                                | Laurent Evens, joueur de synté,                                                                                |
| dimanche 29 avril 1990,   | [ 25 ] | [ 25 ]                                                                                                  | Olivier Mendes, soigneur au parc naturel de Thoiry présente des cochons nains                                  |
| dimanche 6 mai 1990,      | [ 25 ] | La parapente                                                                                            | [ 27 ] |
| dimanche 13 mai 1990,     | Reportage sur les perroquets de l'île de la découverte | Reportage sur la fabrication du papier                                                                  | Didier Audinot, chercheur de Trésor                                                                            |
| dimanche 20 mai 1990      | Le zoo de Thoiry | | |
| dimanche 27 mai 1990      | Le zoo de Thoiry | | |
| dimanche 3 juin 1990      | Reportage sur Anne Meson | | |
| dimanche 10 juin 1990     | La tour Eiffel | | |
| dimanche 17 juin 1990     | Le musée Grévin | | |
| dimanche 24 juin 1990     | Le musée Grévin | | |
| dimanche 1erjuillet 1990, | Un extrait de Fantasia et Julie, Philippe et Nicolas visitent Big Thunder Mountain                                                                                          | Le kung-fu                                                                                              | René-Paul et Grégory, spécialiste de Vélo trial                                                                |
| dimanche 8 juillet 1990   | La Société protectrice des animaux | | |
| dimanche 15 juillet 1990  | La boxe française | | |
| dimanche 22 juillet 1990  | Les tailleurs de pierre | | |
| dimanche 29 juillet 1990  | Le toilettage des chiens | | |
| dimanche 5 août 1990      | Les écluses | | |
| dimanche 12 août 1990     | Le musée des automobiles | | |
| dimanche 19 août 1990     | Le modélisme | Le Richard F. Irvine                                                                                    | Un docteur vétérinaire                                                                                         |
| dimanche 26 août 1990,    | Julie et Nicolas visitent les Studios MGM | Championnat junior de tennis à Moscou avec Dingo                                                        | Maxime Boyé, champion d'europe junior de tennis                                                                |

### Les rubriques
Les rubriques sont un des éléments les plus importants de l'émission, dans la mesure où elles permettent l'interaction d'une part entre les téléspectateurs et les animateurs (notamment les rubriques Cuisine et Bricolage), et d'autre part entre les enfants présents sur le plateau et les animateurs (la rubrique Jeux). Dans chaque émission il y avait toujours deux rubriques proposées :
- l'une ou l'autre, selon l'alternance, des rubriques Cuisine et Bricolage
- la rubrique Jeux

Le tableau ci-dessous donne la liste non-exhaustive des rubriques proposées le dimanche matin :
| Rubrique jeux | Rubrique cuisine | Rubrique bricolage |
| --- | --- | --- |
| - Jeu du cercle et des ballons remplis d'eau (émission du dimanche 7 janvier 1990), - Jeu du bateau soufflé par des pailles (émission du dimanche 14 janvier 1990) - Jeu des chiens et des maîtres et le jeu du lancer de tartes (émission du dimanche 21 janvier 1990) - Jeu de la course d'obstacle les yeux bandés (émission du dimanche 4 février 1990) - Jeu du ballon ficelé (émission du dimanche 11 février 1990) - Jeu de pierres (émission du 25 février 1990) - Jeu des nœuds (émission du 4 mars 1990) - Jeu de l'identification d'un animal au touché (émission du dimanche 18 mars 1990) - Jeu de la course à reculons avec miroir (émission du dimanche 1er avril 1990) - Jeu de la chenille (émission du 6 mai 1990) - Jeu des avions en papier dans le cerceau (émission du 1er juillet 1990) - Jeu du marché (dimanche 19 août 1990) - Jeu des sauts aux pieds (dimanche 26 août 1990) | - La confection d'une pizza (émission du dimanche 7 janvier 1990) - Julie, accompagnée par Nicolas, s’attelle à la confection des brioches (émission du dimanche 14 janvier 1990) - Julie, accompagnée par George-Antoine et Camille, exécute la confection d'un bateau en pâte (émission du 28 janvier 1992) - La confection d'un Roger Rabbit en entrée (émission du dimanche 4 février 1990), - La confection d'un cerf-volant(émission du dimanche 11 février 1990), - Gérard Véron, enseignant à l'École hôtelière de Paris, compose le cocktail Fantasia (émission du 18 février 1990) - M Lacroix, professeur à l'école hôtelière Jean Drouant, et son élève composent un plat à base de requin (émission du 4 mars 1990 1992) - Les pommes au four (émission du dimanche 11 mars 1990) - Les milk shakes (émission du dimanche 8 avril 1990) - Le pain surprise (émission du dimanche 22 avril 1990) - Les lapins brioches (émission du dimanche 6 mai 1990) - La tarte tutti frutti (émission du dimanche 17 juin 1990) - Le pique nique sur la plage (émission du dimanche 8 juillet 1990) - Des desserts de fruits (émission du dimanche 29 juillet 1990) | - La perruque de mardis gras (émission du dimanche 25 février 1990), - Jeu de fléchettes (émission du dimanche 4 mars 1990), - La fabrication d'une cloison en boite à chaussures (émission du dimanche 11 mars 1990) - Le sac du trappeur (émission du dimanche 18 mars 1990), - La fabrication de chapeaux (émission du dimanche 1er avril 1990) - Des portes-clés et des bijoux (émission du dimanche 15 avril 1990) - Un sac à bijoux pour voyager (émission du dimanche 13 mai 1990) - Le jean de l'été (émission du dimanche 10 juin 1990) - La casquette de l'été (émission du dimanche 24 juin 1990) - Un arrosage automatique (émission du dimanche 1er juillet 1990), - Les six règles d'or du pêcheur (émission du dimanche 15 juillet 1990) - En route pour l'aventure (émission du dimanche 22 juillet 1990) - Un émetteur de morse (émission du dimanche 5 aout 1990) - Un hamac (émission du dimanche 12 aout 1990) - La transformation de son vieux vélo (émission du dimanche 19 août 1990) - Un cerf-volant (émission du dimanche 26 aout 1990), |

### Artistes du moment de variété
Lors de cette saison, le lancement de la variété était précédé d'une rapide interview des artistes par Philippe. Celui posait des questions portant sur l'histoire des artistes, sur les précédentes chansons et les inspirations. La liste non exhaustive ci-dessous indique les titres des chansons :
| Date                      | Artiste                            | Titre                       |
| ------------------------- | ---------------------------------- | --------------------------- |
| dimanche 7 janvier 1990   | Anne                               | Oliver                      |
| dimanche 14 janvier 1990  | Yianna Katsoulos                   | Salade de fruit             |
| dimanche 21 janvier 1990  | Boom Boom et les Tequilas          | Ma destination c'est vous'  |
| dimanche 28 janvier 1990  | Axelle                             | Kennedy Boulevard           |
| dimanche 4 février 1990   | Les Innocents                      | Saint Sylvestre             |
| dimanche 11 février 1990  | Halo James                         | Wanted                      |
| dimanche 18 février 1990  | France                             | Sous sous                   |
| dimanche 25 février 1990  | Thierry Hazard                     | Le Jerk                     |
| dimanche 4 mars 1990      | Carmel                             | "You Can Have Him "         |
| dimanche 11 mars 1990,    | Les Vagabonds                      | Le temps des yéyés          |
| dimanche 18 mars 1990,    | Sonia                              | Listen to Your Heart        |
| dimanche 25 mars 1990     | Eva Gambus                         | Le souffle chaud du calypso |
| dimanche 1er avril 1990,  |                                    |                             |
| dimanche 8 avril 1990,    | Roé                                | Soledad                     |
| dimanche 15 avril 1990,   | Ice M.C.                           | "Cinema"                    |
| dimanche 22 avril 1990,   | Les Forbans                        | "Version 90"                |
| dimanche 29 avril 1990,   | Lonnie Gordon                      | "Happenin' All Over Again"  |
| dimanche 6 mai 1990,      | Anne                               | Si ma vie tourne bien       |
| dimanche 13 mai 1990      | Max Bale                           | Tom Sawyer                  |
| dimanche 20 mai 1990      | Bénédicte                          | Top des tout petits         |
| dimanche 27 mai 1990      | Rockster                           | Oh well                     |
| dimanche 3 juin 1990      |                                    |                             |
| dimanche 10 juin 1990     | Les Infidèles                      | Rebelle                     |
| dimanche 17 juin 1990     | Le Kid Bazar                       | Fastoche                    |
| dimanche 24 juin 1990     | Les Chéris                         | On en a marre               |
| dimanche 1erjuillet 1990, | Nestor Gazon et les Ultraphoniques | Ah que c'est l'amour violet |
| dimanche 8 juillet 1990   | Innocence                          | Natural thing               |
| dimanche 15 juillet 1990  | Laissez faire                      | Tcheng a leng               |
| dimanche 22 juillet 1990, | Le groupe Zouk Machine             | Maldon                      |
| dimanche 29 juillet 1990  | Atmosphere                         | Atm-oz-fear                 |
| dimanche 5 aout 1990      | Les Forbans                        | La Bamba                    |
| dimanche 12 aout 1990     | Ren Ren                            | Les voix africaines         |
| dimanche 19 aout 1990     | Charles D. Lewis                   | Soca dance                  |
| dimanche 26 aout 1990,    | MC Sar & the Real McCoy            | It's On You                 |

### Concours
| Date                      | Indice no 1                                 | Indice no 2                                                            | Indice no 3                                                        | Réponse                          | Super concours |
| ------------------------- | ------------------------------------------- | ---------------------------------------------------------------------- | ------------------------------------------------------------------ | -------------------------------- | -------------- |
| dimanche 7 janvier 1990   | Un nœud papillon                            | Une maquette de Benny le taxi                                          | Une carotte                                                        | Roger Rabbit                     | Aucun          |
| dimanche 14 janvier 1990  | Nicolas tenant un fouet                     | Julie tenant une épée                                                  | Nicolas amenant un cheval                                          | Zorro                            | Aucun          |
| dimanche 21 janvier 1990  | Une machine à écrire                        | Un bloc de cristal                                                     | Une cape rouge                                                     | Superman                         | Aucun          |
| dimanche 28 janvier 1990  | Une casquette bleu                          | Un loup noir                                                           | Une plaque d'immatriculation 176-617                               | Les Rapetou                      | Aucun          |
| dimanche 4 février 1990   | Nicolas avec une moustache                  | Nicolas avec un chapeau                                                | Julie avec un crochet                                              | Le Capitaine Crochet             | Aucun          |
| dimanche 11 février 1990  | Nicolas tenant un balai                     | Nicolas tenant une cloche                                              | Nicolas tenant une citrouille                                      | Cendrillon                       | 1              |
| dimanche 18 février 1990  | Nicolas tenant une torche enflammée         | Nicolas avec un bicorne                                                | Une étoile                                                         | La Place de l'Étoile             | 1              |
| dimanche 25 février 1990  | La date du 20 juillet 1969                  | Une maquette de la fusée Saturn V                                      | Une lune                                                           | La mission Apollo 11             | 1              |
| dimanche 4 mars 1990      | La Victoire de Samothrace                   | La Joconde                                                             | Une pyramide en verre                                              | Le Musée du Louvre               | 1              |
| dimanche 11 mars 1990,    | Une petite danseuse                         | Une baguette de chef d'orchestre                                       | La chanson L'amour est un oiseau rebelle                           | L'Opéra Garnier                  | 2              |
| dimanche 18 mars 1990     | Un grimoire et une baguette magique         | Une barbe blanche                                                      | Un chapeau pointu                                                  | Merlin l'Enchanteur              | 2              |
| dimanche 25 mars 1990     | Un costume en peau de léopard               | Une liane                                                              | Un singe                                                           | Tarzan                           | 2              |
| dimanche 1er avril 1990,  | Nicolas tenant la carte de Lyon             | Julie tenant un chapeau                                                | Nicolas tapant avec un bâton sur Philippe                          | Guignol                          | 2              |
| dimanche 8 avril 1990,    | Philippe en prison                          | Julie avec un bonnet phrygien                                          | Nicolas tenant une statue du génie de la Bastille                  | La Bastille                      | 3              |
| dimanche 15 avril 1990,   | Philippe tenant un service à thé            | Julie tenant une carte géante de dame de cœur                          | Philippe tenant un lapin avec des lunettes et une montre           | Alice au pays des merveilles     | 3              |
| dimanche 22 avril 1990    | Un miroir                                   | Philippe avec un canne, une cape noir et un panier de pommes           | Philippe déguisé en prince                                         | Blanche Neige                    | 3              |
| dimanche 29 avril 1990,   | Julie tenant un maquette de machine volante | Un dessin                                                              | Un tableau de la Joconde                                           | Léonard de Vinci                 | 3              |
| dimanche 6 mai 1990,      | Deux petits chats siamois                   | Une assiette de spaghetti                                              | Nicolas en cuisinier italien jouant du violon                      | La Belle et le Clochard          | 4              |
| dimanche 13 mai 1990,     | Le bureau de Jules Verne                    | Une maquette du Nautilus                                               | Philippe présentant un globe terrestre et un panneau avec écrit 80 | Jules Verne                      | 4              |
| dimanche 20 mai 1990      | Une pipe calabash                           | Une casquette Deerstalker et une loupe                                 | La réplique Élémentaire, mon cher Watson!"                         | Sherlock Holmes                  | 4              |
| dimanche 27 mai 1990      | Un plan des toits de Londres                | Un parapluie                                                           | Nicolas en ramoneur                                                | Mary Poppins                     | 4              |
| dimanche 3 juin 1990      | Julie en grand-mère                         | Un panier avec une galette et une petit pot de beurre                  | Philippe en loup                                                   | Le Petit Chaperon rouge          | 5              |
| dimanche 10 juin 1990     | Nicolas et Philippe en sportifs             | Les cinq anneaux du Drapeau olympique                                  | Nicolas en porteur de la flamme olympique                          | Les Jeux olympiques              | 5              |
| dimanche 17 juin 1990     | Nicolas déguisé en aviateur                 | Le public du Disney regardant de gauche à droite et de droite à gauche | Nicolas et Philippe en tennismen                                   | Stade Roland-Garros              | 5              |
| dimanche 24 juin 1990     | Philippe en menuisier                       | Philippe montrant une baleine en peluche                               | Nicolas portant un pantin de bois                                  | Pinocchio                        | 5              |
| dimanche 1erjuillet 1990, | Nicolas en costume d'Arlequin               | Philippe un masque de la Commedia dell'arte                            | Nicolas tenant une gondole                                         | Venise                           | 6              |
| dimanche 8 juillet 1990   | Un petit chapeau vert                       | Une bourse de pièces d'or                                              | Un arc avec des flèches                                            | Robin des Bois                   | 6              |
| dimanche 15 juillet 1990  | Nicolas avec une hache                      | Nicolas avec des bottes                                                | Philippe déposant des petits cailloux                              | Le Petit Poucet                  | 6              |
| dimanche 22 juillet 1990  | Un chapeau orné d'une plume blanche         | Une poule au pot                                                       | Un cheval blanc                                                    | Henri IV                         | 6              |
| dimanche 29 juillet 1990  | Un coffre au trésor                         | Nicolas en tenu d'Ali Baba lisant un parchemin                         | Nicolas avec un âne                                                | Ali Baba et les Quarante Voleurs | 7              |
| dimanche 5 août 1990      | Un soleil                                   | La Galerie des Glaces                                                  | Nicolas déguisé en Louis XIV                                       | Le Château de Versailles         | 7              |
| dimanche 12 août 1990     | Un rouet                                    | Les 3 bonnes fées                                                      | Julie endormie                                                     | La Belle au bois dormant         | 7              |
| dimanche 19 août 1990     | Un fromage                                  | Un Moulin                                                              | des Tulipes                                                        | La Hollande                      | 7              |
| dimanche 26 août 1990,    | Nicolas en toge                             | Nicolas réalisant un Pollice verso                                     | Nicolas avec une couronne de laurier                               | Jules César                      | 8              |

## Dessins Animés diffusés
le dimanche matin
- Les Gummies
- La Bande à Picsou
- Tic et Tac, les rangers du risque

### Liste des épisodes de série d'animation
| Date                      | Les Gummi                              | La Bande à Picsou                        | Tic et Tac, les rangers du risque    |
| ------------------------- | -------------------------------------- | ---------------------------------------- | ------------------------------------ |
| dimanche 7 janvier 1990   | Baby-boom chez les ogres               | Argent liquide                           | Les Naufragés du socisso'plane       |
| dimanche 14 janvier 1990  | Le chevalier blanc                     | Argent glacé                             | La Chevauchée des chauves-souris     |
| dimanche 21 janvier 1990  | Cubbi a des ailes, 1re partie          | Robotic                                  | SOS fantôme à Tac                    |
| dimanche 28 janvier 1990  | Cubbi a des ailes, 2e partie           | Rapetous millionnaires                   | Mystère et cacahuètes                |
| dimanche 4 février 1990   | Gruffi passe à l'attaque               | Les Voleurs venus d'ailleurs             | Syracroco de Bergerac                |
| dimanche 11 février 1990  | Le grand tournoi                       | Au pays de Tralala                       | Mixeur impossible                    |
| dimanche 18 février 1990  | Le serpent de mer, 1re partie          | Maman psy                                | Traladdin et la cafetière magique    |
| dimanche 25 février 1990  | Le serpent de mer, 2e partie'          | Une marque indélébile                    | Les Tontons disqueurs                |
| dimanche 4 mars 1990      | Le sinistre sculpteur                  | Le Canard qui voulait être roi           | La Grande Tactique du train d'or     |
| dimanche 11 mars 1990,    | L'incarnation lumineuse                | Bubba a des bobos'                       | Le Coocoo-cola culte                 |
| dimanche 18 mars 1990     | Le dragon                              | Le Départ de Bubba                       | Les Aventuriers de la momie perdue   |
| dimanche 25 mars 1990     | La flûte magique                       | La caverne d'ali Bubba                   | Un zoo fou, fou                      |
| dimanche 1er avril 1990,  | L'élixir du docteur Dexter             | Le rapt des Rapetounettes                | Le zanimal prégystérique             |
| dimanche 8 avril 1990     | Au dodo le géant                       | Le Canard d'affaire                      | Robochat                             |
| dimanche 15 avril 1990    | Ightorn est amoureux                   | Une planche à roulette surprise          | Coup de foudre au labo               |
| dimanche 22 avril 1990    | Gruffi architecte                      | Attraction métallique                    | Agent secret 00 Tac                  |
| dimanche 29 avril 1990    | Mon royaume pour une tartelette        | Bubba le génie                           | Nuit de chine, nuit Tac'ine          |
| dimanche 6 mai 1990       | Le monde selon Gusto                   | Do, ré, mi                               | Le parfum de la dame en mauve        |
| dimanche 13 mai 1990,     | Le magicien de Pierre                  | Le boogie Rapetou blues                  | La guerre d'anchois n'aura pas lieu  |
| dimanche 20 mai 1990      | La reine des pimbêches                 | Vice-président c'est pas la gamme        | Irma, la boule                       |
| dimanche 27 mai 1990      | L'oracle et le géant                   | Le secret de Robotic                     | Morceau de chocolat                  |
| dimanche 3 juin 1990      | La pierre magique                      | Un mariage à la Rapetou                  | Bat-tac                              |
| dimanche 10 juin 1990     | Loupi, le loup                         | Le coffre-fort incassable                | Et pour quelques pièces d'or de plus |
| dimanche 17 juin 1990     | La chasse au sanglier                  | Le jour de l'argent de poche             | Le dernier des farfadets             |
| dimanche 24 juin 1990     | La clôture ou l'épouvantail            | Bubba et Juliette                        | Ice crime                            |
| dimanche 1erjuillet 1990, | Comme un oiseau en cage                | Zaza la géante                           | Les malheurs de Belzébuth            |
| dimanche 8 juillet 1990   | Le chapeau mangeur                     | La montagne d'argent                     | Le royaume du grand volcan Tiveli    |
| dimanche 15 juillet 1990  | Le secret de la gummiboise             | Le canard masqué                         | L'Arrestation d'Hercule Poivron      |
| dimanche 22 juillet 1990  | Que la lumière soit                    | Le canard qui en savait trop             | Tic et Tac enquêtent                 |
| dimanche 29 juillet 1990  | En route pour le pays des grands gummi | La dernière aventure de Balthazar Picsou | Fric Frac au Pôle Nord               |
| dimanche 5 aout 1990      | La vengeance                           | La ruée vers l'or                        | Hercule Poivron s'évade              |
| dimanche 12 aout 1990     | Qui sera ensorcelé?                    | Tremblement de terre                     | La Poursuite infernale               |
| dimanche 19 aout 1990     | Le pont de la rivière Gummi            | La fontaine de jouvence                  | A Bracada-Tac                        |
| dimanche 26 aout 1990,    | Les chevaliers de Gumadoune            | Micro canard de l'espace                 | La cuisine au fromage                |

### Courts-métrages classiques diffusés
- Le Planeur de Dingo (émission du dimanche 7 janvier 1990)[3]
- Donald et le Gorille (émission du dimanche 14 janvier 1990)[4]
- Pluto joue à la main chaude (émission du dimanche 21 janvier 1990)[5]
- Dingo joue au baseball (émission du dimanche 28 janvier 1990)[6]
- Figaro et Cléo (émission du 4 février 1990)[7]
- Pluto chanteur de charme (émission du 11 février 1990)[1]
- Donald a des ennuis (émission du 18 février 1990)[8]
- Papa Dingo (émission du 25 février 1990)[9]
- Mission canard (émission du 4 mars 1990)[10]
- Le Brave Petit Tailleur (émission du 11 mars 1990)[12]
- Dingo en vacances (émission du dimanche 18 mars 1990)[14]
- Voix de rêve (émission du dimanche 25 mars 1990)[15]
- Le Chat, le Chien et la Dinde (émission du dimanche 1er avril 1990)[16],[17]
- Pique-nique sur la plage (émission du dimanche 8 avril 1990)[18]
- Mickey pompier (émission du dimanche 15 avril 1990)[20]
- Vive le pogostick (émission du dimanche 22 avril 1990)[22]
- Pluto fait des achats (émission du dimanche 29 avril 1990)[24]
- Dingo cow-boy (émission du dimanche 6 mai 1990)[26]
- Les Revenants solitaires (émission du dimanche 13 mai 1990)
- La fête de Pluto (émission du dimanche 20 mai 1990)[30]
- Mickey, Pluto et l'Autruche (émission du dimanche 3 juin 1990)[32]
- Mickey et le Phoque (émission du dimanche 10 juin 1990)[33]
- Pluto acrobate (émission du dimanche 17 juin 1990)[34]
- Dingo toréador (émission du dimanche 24 juin 1990)[35]
- Dingo va à la pêche (émission du dimanche 1er juillet 1990)[36],[37]
- Donald pugiliste (émission du dimanche 8 juillet 1990)[38]
- Le Protégé de Pluto (Pluto's Fledgling) (émission du dimanche 15 juillet 1990)[39]
- Mickey et Pluto golfeurs (émission du dimanche 22 juillet 1990)[40]
- Les Quintuplés de Pluto (émission du dimanche 29 juillet 1990)[41]
- Le Rival de Mickey (émission du dimanche 5 aout 1990)[42]
- Chien d'arrêt (émission du dimanche 12 aout 1990)[43]
- Le spectacle de Mickey (émission du dimanche 19 aout 1990)[44]
- Chasseurs de baleines (émission du dimanche 26 aout 1990)[45],[46]

## Séries avec acteurs

### Exemple d'annonce pour l'arrivée d'une série
Voici l'annonce faite dans le Journal de Mickey de l'arrivée dans l'émission de la série Zorro pour le dimanche 10 juin 1990:
« Disney Club: Zorro est de retour...
Zorro et fils au Disney Club, dimanche matin ! Ne rate surtout pas ce grand moment : le retour du grand Zorro. Moins jeune qu'avant mais... plus sage ! Interprété par Henry Darrow, et non Guy Williams, dans le rôle de Zorro, et Paul Regina, dans le rôle du fils, la série "Zorro and son" a été lancée en 1983. Et ce qu'elle a d'amusant par-dessus tout, c'est que c'est une parodie du premier Zorro. Au fait, savais-tu que le personnage de Zorro avait été créé en 1919 par Johnston MC Culley dans un récit intitulé "La malédiction de Capistrano" ? Celui-ci ignorait sûrement qu'il venait de donner naissance à l'un des grands mythes populaires du XXe siècle, tout comme Tarzan et Superman... »

### Liste des épisodes diffusés
- Le chevalier lumière, épisode La fête de l'école (émission du dimanche 7 janvier 1990)[3]
- Le chevalier lumière, épisode La théorie de la relativité (émission du dimanche 14 janvier 1990)[4]
- Le chevalier lumière, épisode Ceintures grises (émission du dimanche 21 janvier 1990)[5]
- Le chevalier lumière, épisode Sacrés voisins (émission du dimanche 28 janvier 1990)[6]
- Le chevalier lumière, épisode Double jeu (émission du dimanche 4 février 1990)[7]
- Le chevalier lumière, épisode Catherine (émission du dimanche 11 février 1990)[1]
- Le chevalier lumière, épisode Drôle de clochard (émission du dimanche 18 février 1990)[8]
- Le chevalier lumière, épisode Education sentimentale (émission du dimanche 25 février 1990)[9]
- Le chevalier lumière, épisode Mon père est le plus fort (émission du dimanche 4 mars 1990)[10]
- Le chevalier lumière, épisode La mama (émission du dimanche 11 mars 1990)
- Le chevalier lumière, épisode Star système (émission du dimanche 18 mars 1990)[13],[14]
- Le chevalier lumière, épisode La tricherie (émission du dimanche 25 mars 1990)[15]
- Le chevalier lumière, épisode Le cousin du bout du monde (émission du dimanche 1er avril 1990)[17]
- Le chevalier lumière, épisode Un garçon trop curieux (émission du dimanche 8 avril 1990)[18]
- Le chevalier lumière, épisode Vengeance (émission du dimanche 15 avril 1990)[20]
- Le chevalier lumière, épisode Promotion (émission du dimanche 22 avril 1990)
- Le chevalier lumière, épisode Parole donnée (émission du dimanche 29 avril 1990)[24]
- Le chevalier lumière, épisode Adoption (émission du dimanche 6 mai 1990)[26]
- Le chevalier lumière, épisode Les Mohicans du dimanche (émission du dimanche 13 mai 1990)[28]
- Le chevalier lumière, épisode Le club des trois (émission du dimanche 20 mai 1990)[30]
- Le chevalier lumière, épisode Chevalier et dragons (émission du dimanche 27 mai 1990)[31]
- Le chevalier lumière, épisode Lire entre les lignes (émission du dimanche 3 juin 1990)[32]
- Zorro et fils, épisode Zorro et fils (émission du dimanche 10 juin 1990)[33]
- Zorro et fils, épisode La belle et le masque (émission du dimanche 17 juin 1990)[34]
- Zorro et fils, épisode Pour une poignée de Pesos (émission du dimanche 24 juin 1990)[35]
- Zorro et fils, épisode La grande lessive (émission du dimanche 1er juillet 1990)[36]
- Zorro et fils, épisode Le boucher de Barcelone (émission du dimanche 8 juillet 1990)[38]
- Diligence Express, épisode L'arrivée à Five Miles Creek (émission du dimanche 15 juillet 1990)[39]
- Diligence Express, épisode Le refuge des voyageurs épuisés (émission du dimanche 22 juillet 1990)[40]
- Diligence Express, épisode Le convoi, première partie (émission du dimanche 29 juillet 1990)[41]
- Diligence Express, épisode Le convoi, seconde partie (émission du dimanche 5 aout 1990)[42]
- Diligence Express, épisode L'explorateur, première partie (émission du dimanche 12 aout 1990)[43]
- Diligence Express, épisode L'explorateur, seconde partie (émission du dimanche 19 aout 1990)[44]
- Diligence Express, épisode Le voyage surprise (émission du dimanche 26 aout 1990)[45]

## Promotion de l'émission dans le Journal de Mickey

### Histoires dérivées des séries diffusées
Publications pour La Bande à Picsou:
- Le danger vient de la mer (histoire I TL 1728-A publiée le 2 mars 1990)[49]
- La malédiction du vendredi 13 (histoire D 9346 publiée le 16 mars 1990)[13]
- Le marché du siècle (histoire I TL 1754-A publiée le 30 mars 1990)[16]
- Picsou contre le Croksou (histoire I TL 1754-C publiée le 18 avril 1990)[20]
- Tempête sur la montagne (histoire AR 142 publiée le 27 avril 1990)[24]
- Les grands esprits se rencontrent (histoire F JM 90226 publiée le 4 mai 1990)[26]
- Pile ou face ? (histoire AR 146 publiée le 11 mai 1990)[28]
- Le grain d'or (histoire F JM 90221 publiée le 18 mai 1990)[30]
- La pyramide de Blag-Atabak (histoire F JM 90224 publiée le 1er juin 1990)[32]
- Coquin de sort (histoire S 89005 publiée le 22 juin 1990)[35]
- La route de la fortune (histoire F JM 90228 publiée le 29 juin 1990)[36]
- La bande à Piktou (histoire F JM 90231 publiée le 20 juillet 1990)[40]
- La planète des Carcasses (histoire F JM 90233 publiée le 17 aout 1990)[44]
- L'appel de la sorcière (histoire F JM 90235 publiée le 31 aout 1990)[55]

Publications pour Les Rangers du Risque:
- Pas de fromage pour Jack (histoire S 89072 publiée le 23 février 1990)[56]
- Opération gros nonos (histoire S 89059 publiée le 2 mars 1990)[51]
- Les Rangers font toute la lumière (histoire S 89064 publiée le 23 mars 1990)[15]
- De l'arnaque dans l'air (histoire S 89000 publiée le 6 avril 1990)[18]
- Qui a pris le mouche ? (histoire S 89069 publiée le 20 avril 1990)[22]
- Le requin du bassin (histoire F JM 90220 publiée le 25 mai 1990)[31]
- Le monstre du jardin public (histoire F JM 90222 publiée le 6 juillet 1990)[38]
- Le lavage de cerveau (histoire F JM 90232 publiée le 27 juillet 1990)[42]